# M26 Modular Accessory Shotgun System
A M26-MASS (Modular Accessory Shotgun System) é uma espingarda configurada para ser acoplada debaixo do cano de um fuzil principal — o fuzil M16 ou a carabina M4. Ela também pode ser equipada com um punho de pistola e uma coronha retrátil para ser usada como uma arma separada. O lançamento começou em 2013, substituindo as espingardas M500 em serviço.

## Desenvolvimento

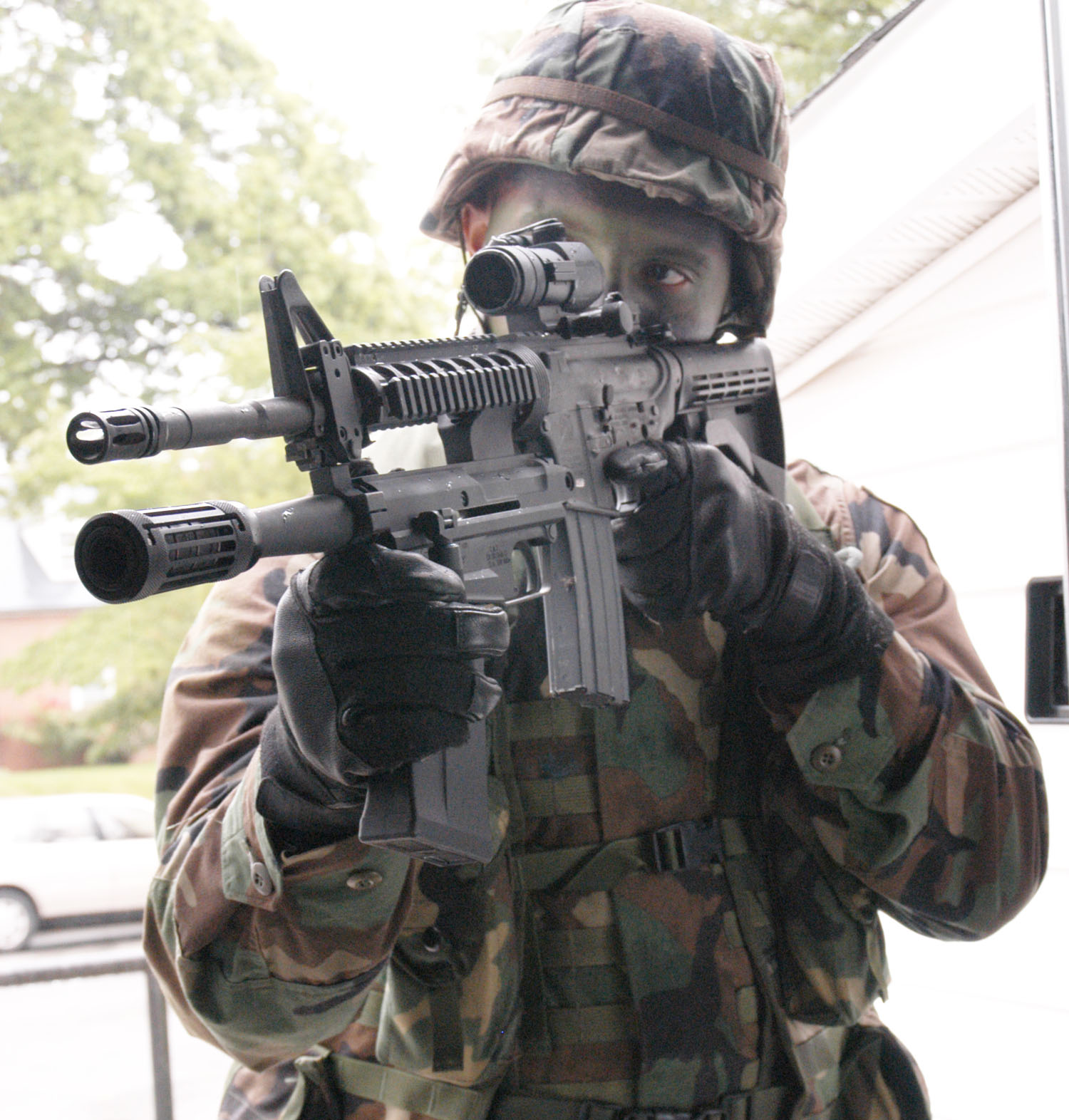
Soldado com uma M26-MASS configurada debaixo do cano de uma M4.

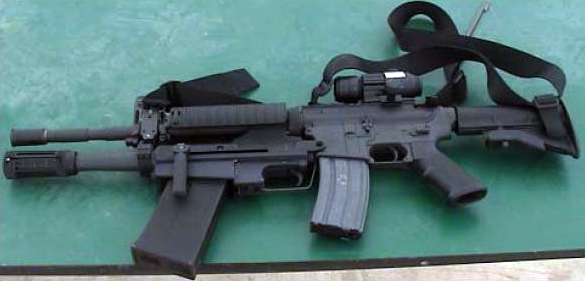
Lado esquerdo da M26-MASS mostrando a alavanca de manejo.

A M26-MASS é uma espingarda leve configurada para ser anexada debaixo do cano de um fuzil principal, desenvolvida pela C-More Systems e fabricada pela Vertu Corporation e originalmente comercializada para forças de operações especiais. Isso atraiu o interesse de soldados enviados para o Afeganistão, que queriam um sistema leve que pudesse eliminar a necessidade de portar armas adicionais.
A M26-MASS estava em desenvolvimento no Laboratório de Combate de Soldado, do Exército dos EUA, desde o final da década de 1990. A ideia era fornecer aos soldados armas-acessório que pudessem ser montadas sob o cano do fuzil M16 ou da carabina M4. Isso daria aos soldados capacidades adicionais, como: arrombamento de porta usando balotes especiais, letalidade aumentada de muito curto alcance usando bagos 00 e capacidades menos letais usando cartuchos de gás lacrimogênio, balotes de borracha, bagos de borracha ou outros cartuchos não letais.
A ideia original foi baseada no sistema da Knight's Armament Company Masterkey, que remonta à década de 1980 e originalmente incluía uma espingarda Remington 870 alimentada por carregador tubular, montada sob um fuzil M16 ou uma carabina M4. A M26-MASS aprimorou o conceito original da Masterkey com uma opção de carregador destacável e manuseio mais confortável, graças a um sistema de ferrolho que é manualmente ciclado para recarregar a arma e é caracterizado por um ferrolho que deve ser movido para trás para remover um cartucho deflagrado e para frente para inserir um novo cartucho na câmara. A alavanca de manejo, relativamente grande, está localizada mais perto da parte traseira do que uma telha, como ocorria na espingarda de bombeamento Masterkey, e, portanto, é mais fácil de ciclar em combate. A alavanca de manejo pode ser facilmente anexada em ambos os lados do ferrolho. O carregador destacável oferece recarregamento e troca de tipos de munição mais rápidos.
A M26-MASS foi escolhida pelas Forças Armadas dos EUA em detrimento da Masterkey como uma ferramenta de arrombamento. Até agora, um pequeno número de espingardas M26-MASS foi emitido para tropas dos EUA no Afeganistão. O contrato atual exige a entrega de 9.000 espingardas. Em fevereiro de 2012, a primeira unidade foi totalmente equipada com a M26-MASS.

### Guerra do Afeganistão
Em maio de 2008, o Exército dos EUA anunciou que compraria 35.000 unidades. As primeiras espingardas M26-MASS foram adquiridas e emitidas para unidades militares policiais e de engenheiros em 2010. No entanto, algumas unidades no Iraque e no Afeganistão receberam a M26-MASS em pequenas quantidades em 2003. A implantação inicial completa começou em 2011.

## Ver também

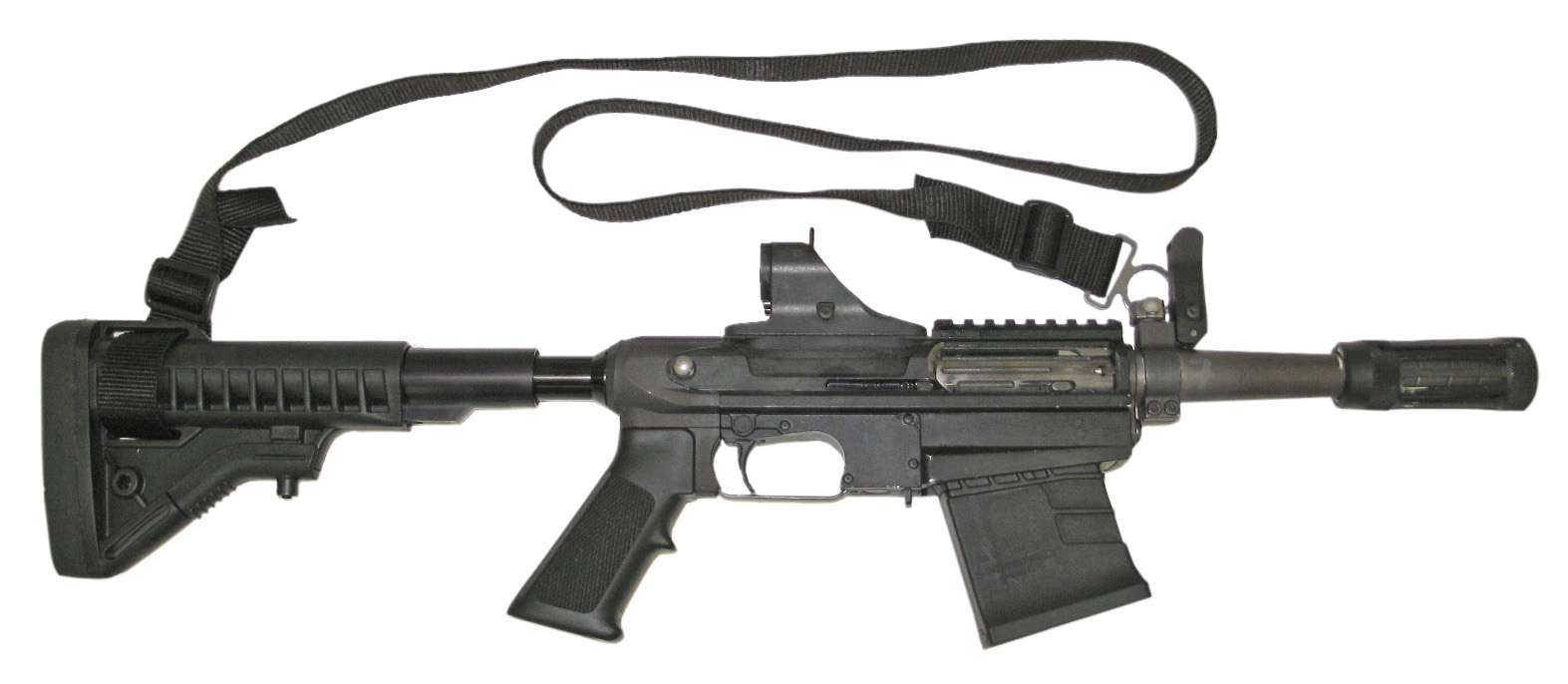
M26-MASS em sua configuração separada.